# تیم ملی فوتبال سری‌لانکا
تیم ملی فوتبال سریلانکا نماینده کشور سری‌لانکا در مسابقات بین‌المللی و آسیا است که زیر نظر فدراسیون فوتبال سری‌لانکا فعالیت می‌کند.
اولین بازی رسمی این تیم در تاریخ ۱ ژانویه ۱۹۵۲ میلادی در برابر تیم ملی فوتبال هند برگزار شده‌است.